# Cultura di Taiwan
La cultura di Taiwan è una mescolanza ibrida di cultura cinese han confuciana, giapponese, europea, americana, globale, locale aborigena, che sono spesso percepite sia nelle forme tradizionali che moderne. La comune esperienza socio-politica a Taiwan si sviluppò gradualmente in un senso dell'identità culturale taiwanese e in un sentimento di coscienza culturale taiwanese, che è stato ampiamente dibattuto all'interno.
Riflettendo sulla perdurante controversia che circonda lo status politico di Taiwan, la politica continua a giocare un ruolo nella concezione e nello sviluppo di un'identità culturale taiwanese, specialmente nel quadro prima dominante di un dualismo taiwanese e cinese. Negli anni recenti, il concetto del multiculturalismo taiwanese è stato proposto come visione alternativa relativamente apolitica, che ha consentito l'inclusione degli abitanti del continente e di altri gruppi minoritari nella continua ridefinizione della cultura taiwanese come sistemi di significato detenuti collettivamente e modelli tradizionali di pensiero e di comportamento condivisi dal popolo di Taiwan.

## Panoramica sulla politica culturale dello Stato

### Contesto storico
La cultura e il retaggio culturale di Taiwan è stato in gran parte forgiato dai processi dell'imperialismo e della colonizzazione, in quanto gli effetti strutturali e psicologici dei successivi regimi coloniali sono stati parte integrante dello sviluppo dell'immagine che Taiwan ha di sé e dell'evoluzione della cultura taiwanese sia ufficiale sia non ufficiale (Yip 2004, pp. 2-5). Per la maggior parte della sua esistenza di colonia, Taiwan rimase ai margini culturali, lontana dai centri della vita civile e culturale di ciascun regime, e ad ogni cambiamento di regime, il centro culturale dell'isola si spostò. In tempi diversi il centro culturale di Taiwan è stato la Taiwan indigena, Amsterdam, Xiamen (Amoy), la Pechino dell'era Qing, il Giappone imperiale, la Cina postbellica e perfino, si può dire, gli Stati Uniti.

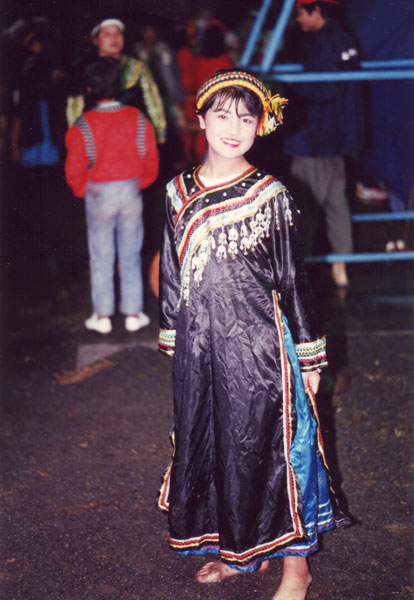
Danzatrice bunun in abiti aborigeni tradizionali

Prima che l'impero Qing cedesse Taiwan al Giappone nel 1895, la cultura di Taiwan era divisa tra le comunità di frontiera Qing degli agricoltori han e gli aborigeni degli altipiani. A causa della localizzazione strategica di Taiwan lungo le rotte commerciali dell'Asia orientale, i Taiwanesi erano esposti anche a influenze cosmopolite e agli effetti del commercio europeo.
A metà dell'era giapponese (1895–1945), Taiwan aveva cominciato a spostarsi dalla cultura locale a quella globale contemporanea, sotto la guida dell'"occidentalizzazione" di stile giapponese. Cominciando durante i suoi preparativi per la guerra, il Giappone rafforzò le sue politiche per giapponesizzare Taiwan in vista della mobilitazione contro gli Alleati. Lo sforzo del Giappone insegnò all'élite di Taiwan la lingua e la cultura giapponese, ma non interferì molto nell'organizzazione religiosa. Quando le politiche repressive giapponesi del periodo bellico furono abolite in seguito alla Seconda guerra mondiale, i Taiwanesi erano ansiosi di riprendere le loro attività cosmopolite prebelliche. Il retaggio coloniale giapponese ha forgiato molte delle abitudini e delle manie dei Taiwanesi. Esso è ancora visibile, a causa del massiccio sforzo del Giappone nella costruzione dell'infrastruttura economica e della base industriale di Taiwan, che è spesso citato come un fattore determinante del rapido sviluppo economico dell'isola.

## Politica culturale nell'era del Kuomintang
Durante gli inizi del periodo postbellico i nazionalisti del Kuomintang repressero l'espressione culturale taiwanese ed escluse i Taiwanesi dalle influenze cosmopolite tranne che nei campi della scienza e della tecnologia (Winckler 1994, p. 29). L'autoritario KMT dominava lo spazio culturale pubblico e le reti nazionaliste cinesi divennero parte delle istituzioni culturali, lasciando poche risorse per far crescere l'autonomia.
Sotto il primo KMT, Taiwan fu riallineata da centro imperiale giapponese a centro nazionalista cinese, sotto l'influenza del KMT e degli interessi geopolitici americani. Sebbene le attività culturali americane fossero modeste, esse giocarono un ruolo fondamentale nella scena culturale in via di sviluppo di Taiwan. Il KMT asseriva che una perdita di morale aveva portato a "perdere la Cina" e così lo Stato emanò una serie di riforme ideologiche mirate a "riconquistare" la Cina, che divennero il principale programma culturale statale del tempo. La preoccupazione immediata della perdita della Cina distolse l'investimento a lungo termine nelle discipline umanistiche e nelle scienze sociali. Ad un altro livello, il principale obiettivo dello Stato era di "sinizzare" i Taiwanesi insegnando loro il cinese mandarino e l'ideologia nazionalista attraverso l'istruzione primaria obbligatoria.
Entro la fine degli anni 1940 il KMT aveva eliminato il dissenso per le sue politiche culturali. Quando i Taiwanesi avevano ripreso le attività culturali, che erano state dichiarate fuori legge dai Giapponesi nel 1937, l'atteggiamento dei nazionalisti (che, occorre ricordarlo, provenivano dalla Cina continentale) era che i Taiwanesi fossero stati "schiavi" dei Giapponesi e che perciò avrebbero dovuto completare un periodo di tutela morale ideologica prima di poter godere i loro pieni diritti di cittadini della Repubblica di Cina.  L'Incidente di Taiwan del 28 febbraio 1947 distrusse l'élite urbana di Taiwan e l'arrivo dell'élite del continente assicurarono il dominio nazionalista dei centri culturali urbani.
Nel 1953, il Generalissimo Chiang Kai-shek emanò il suo primo parere sulla cultura per completare i Tre Principi del Popolo di Sun Yat-sen, che includeva la prescrizione del programma nazionalista per l'istruzione, la costruzione dei impianti per la ricreazione intellettuale e fisica e il principale programma culturale statale per promuovere la propaganda anticomunista Winckler 1994, p. 30. Riguardo alla vita culturale taiwanese, la spinta principale fu verso l'"universalizzazione" dell'istruzione in mandarino, che fu attuata per legge. Malgrado il ferreo controllo cinese sulla cultura, i progressi sovietici nella tecnologia portarono a una nuova attenzione dei nazionalisti verso la costruzione di una più stretta cooperazione con le università americane e lo sviluppo di programmi di ingegneria Wilson 1970. La presenza americana a Taiwan incoraggiò i Taiwanesi anche a riprendere alcune attività culturali politicamente ed etnicamente neutrali, il che fu testimoniato dalla nascita di un fiorente mercato dei mezzi di comunicazione in lingua taiwanese.
Tra gli anni 1960 e 1980 la cultura di Taiwan era comunemente descritta attraverso i contrasti fra Taiwan (la Cina libera) e la Cina (la Cina comunista), spesso tratti dalla propaganda ufficiale di Taiwan come bastione della cultura cinese tradizionale, che aveva preservato i "veri" valori e la "vera" cultura cinesi contro la "falsa" cultura cinese della Cina post comunista. Allo stesso tempo, le espressioni culturali taiwanesi furono brutalmente represse da Chiang Kai-shek e dal Partito Nazionalista Cinese. In risposta alla Grande rivoluzione culturale della Cina, il governo di Taiwan cominciò a promuovere il "Movimento per la rinascita culturale cinese" (中華文化復興運動), con una miriade di programmi finalizzati a promuovere la cultura cinese tradizionale per contrastare il movimento comunista sul continente che mirava a sradicare i "Quattro Vecchi". Questi programmi comportavano la pubblicazione sovvenzionata dei classici cinesi, le funzioni simboliche del Museo del Palazzo Nazionale, la promozione di famosi studiosi del periodo prebellico a eminenti posizioni nel governo e nelle istituzioni accademiche, la progettazione di libri di testo e di corsi di studio con un'attenzione particolare alla visione ufficiale della cultura cinese "tradizionale", il coinvolgimento negli eventi sociali e della comunità e l'esemplificazione dell'ideologia confuciana intrecciata con il pensiero di Sun Yat-sen.

## Taiwanizzazione

### Dopo il 1975
Il bentuhua o taiwanizzazione/localizzazione taiwanese è divenuto, probabilmente, il più importante simbolo di cambiamento culturale nel corso degli ultimi venti anni. Il bentuhua descrive il movimento sociale e culturale del popolo di Taiwan per identificarsi con l'esclusivo retaggio storico e culturale del paese. Il bentuhua è stato spesso associato alla Campagna per la rettifica del nome di Taiwan, all'indipendenza di Taiwan e al nazionalismo taiwanese.

## Religione

Il simbolo Yin e Yang del taoismo

La forma prevalente di credenza religiosa a Taiwan è una mescolanza di buddhismo, taoismo e religione popolare cinese, della quale fa parte il culto degli antenati. Tuttavia, ciascuno di questi sistemi religiosi annovera grandi quantità di devoti.
A Taiwan sono attive da molti anni chiese cristiane, una maggioranza delle quali sono protestanti (il 2,6% della popolazione si identifica come protestante) con i presbiteriani che giocano un ruolo particolarmente significativo. La Chiesa presbieriana di Taiwan è stata attiva nel promuovere i diritti umani e l'uso del taiwanese parlato e scritto (vedi Pe̍h-ōe-jī), sia durante il dominio giapponese, sia nel periodo della legge marziale della Repubblica di Cina, durante il quale era imposto legalmente l'uso esclusivo del mandarino. In quanto tale, la chiesa è stata associata alla Campagna per la rettifica del nome di Taiwan e alla coalizione pan-verde.
Numerose organizzazioni religiose taiwanesi hanno esteso le loro attività al di là del paese. Parecchie organizzazioni, specialmente l'Associazione internazionale della luce di Buddha (Buddha's Light International Association) e il Tzu Chi, si sono diffuse a livello mondiale.
Il culto buddhista-taoista raggiunge il 93%, quello cristiano il 4,5%, e gli altri il 2,5%.

## Cibo

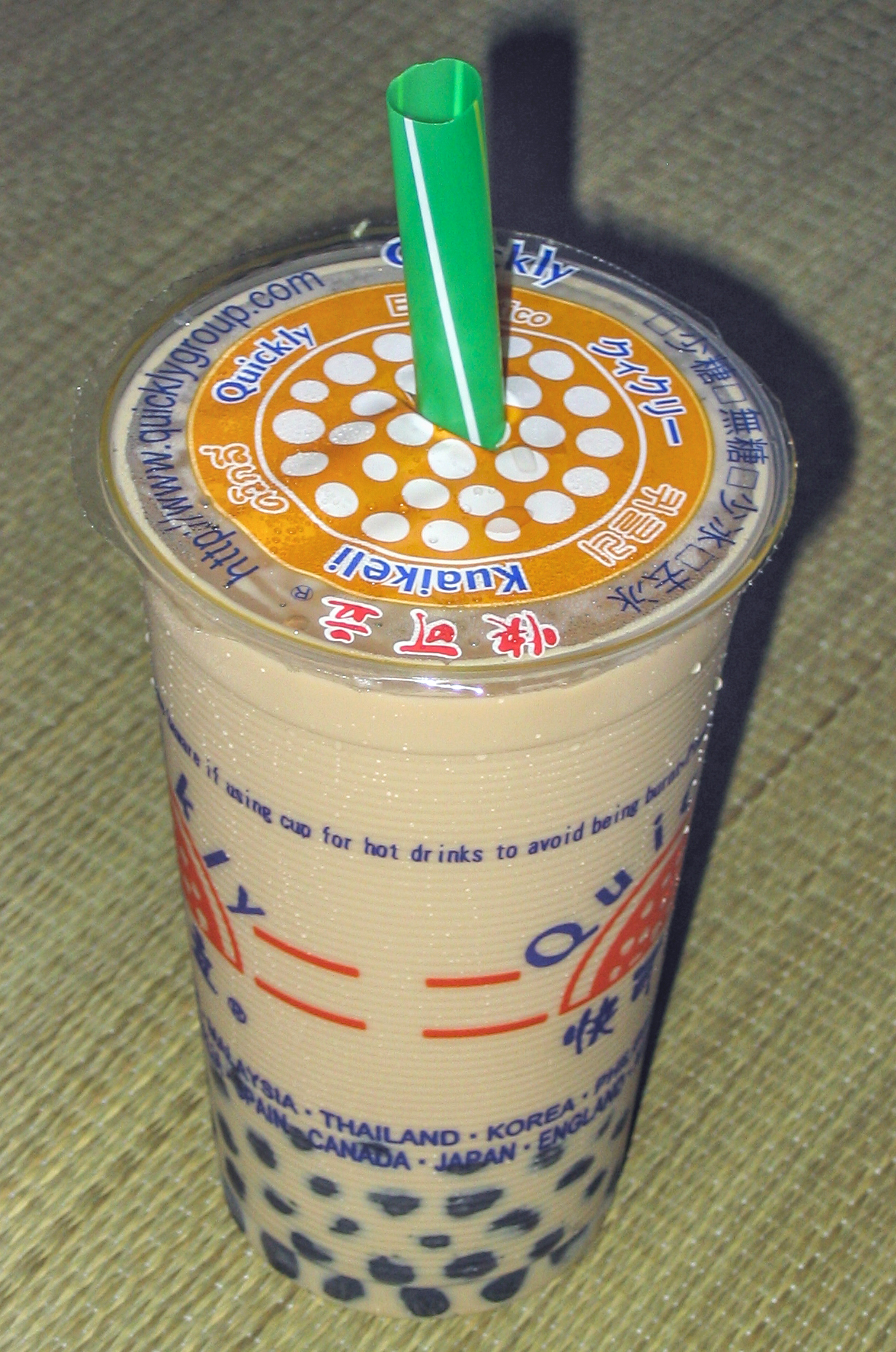
Tè al latte di perle

La cultura taiwanese ha influenzato fortemente l'Occidente: il tè al latte di perle o tè alle perle (noto anche come tè alle bolle o boba) è una popolare bevanda di tè disponibile in molte parti del mondo. Esiste una notevole influenza giapponese dovuta al periodo in cui Taiwan fu sotto il dominio giapponese. La stessa cucina taiwanese è spesso associata a influenze provenienti dalle province centrali e meridionali della Cina, più particolarmente dalla provincia del Fujian (Hokkien), ma si possono facilmente trovare influenze da tutta la Cina a causa del gran numero di Cinesi che immigrarono a Taiwan alla fine della Guerra civile cinese e quando l'isola era sotto il dominio cinese (RDC). Nel processo, Taiwan sviluppò uno stile di cucina caratteristico.

## Lingua
La maggior parte delle persone a Taiwan parlano sia il cinese mandarino sia il taiwanese. Il mandarino si insegna nelle scuole, tuttavia la maggior parte dei media parlati si dividono tra il mandarino e il taiwanese. Parlare taiwanese nell'ambito del movimento per la taiwanizzazione è diventato un modo per i Taiwanesi pro-indipendenza di distinguersi dai continentali. Gli Hakka, che costituiscono circa il 10% della popolazione, parlano la distinta lingua hakka. I Taiwanesi aborigeni parlano ancora le loro lingue native, ma la maggior parte di loro sa parlare anche mandarino e taiwanese. L'inglese è insegnato universalmente, a cominciare dalla scuola media.
Alcune parole giapponesi sono rimaste nell'uso comune, quali:
- 一極棒 (yijibang) da 一番 (ichiban) che significa "il migliore".
- 便當 (biandang) da 弁当 (bentou) che significa "pranzo in scatola".
- 歐巴桑 (oubasang) da おばさん o おばあさん (obasan / obaasan) che significa "zietta" o "nonnetta". L'uso di questo termine può essere offensivo per le donne poiché implica che la loro giovinezza è svanita o richiama il termine obatalian, una donna di mezza età fastidiosa e autoritaria.
- 歐吉桑 (oujisang) da おじさん o おじいさん (ojisan / ojiisan) che significa "zio" o "nonnetto".
- 卡拉OK (kala OK) da カラオケ (karaoke) che è un amalgama di kara ("vuoto") e orchestra. L'uso di questo termine è in declino a favore di "KTV".

Taiwan ha anche coniato espressioni diverse in mandarino, sviluppando il cosiddetto mandarino taiwanese.
- 土豆 (Tǔdòu, Cina) e 馬鈴薯 (Mǎlíngshǔ, Taiwan)
- 軟件 (Ruǎnjiàn, Cina) e 軟體 (Ruǎntǐ, Taiwan)
- 自行車 (Zìxíngchē, Cina) e 腳踏車 (Jiǎotàchē, Taiwan)

Talvolta la pronuncia con gli stessi caratteri differisce come in 垃圾, che in Cina è Lājī e a Taiwan Lèsè.

## Media
La libertà di stampa di Taiwan è garantita dalla Costituzione e il suo indice mondiale della libertà di stampa si colloca al 32º posto tra 169 nazioni, nel 2007. Taiwan era stata sotto legge marziale, con rigide restrizioni sulla stampa e sulle trasmissioni radiotelevisive, prima che la liberalizzazione politica le allentasse negli anni 1980.

## Sport
Gli sport popolari a Taiwan includono:
- Arti marziali
- Badminton
- Baseball
- Basketball
- Biliardo
- Cheerleading
- Golf
- Nuoto
- Pallavolo
- Tennis
- Tennis tavolo.

La National Basketball Association (Associazione Nazionale di Pallacanestro) degli Stati Uniti ha un notevole seguito a Taiwan. Popolari giocatori di basket popolari quali Allen Iverson, Kevin Garnett, Chauncey Billups, Andre Iguodala, Jason Williams, Karl Malone, Michael Jordan, Grant Hill, Clyde Drexler, Glen Rice, Kobe Bryant e Scottie Pippen hanno visitato Taiwan.
Atleti di Taiwan competono negli eventi sportivi internazionali, spesso la bandiera della "Taipei cinese" a causa dell'opposizione della Cina all'uso del nome "Taiwan" in tali circostanze.

## Attività ricreative

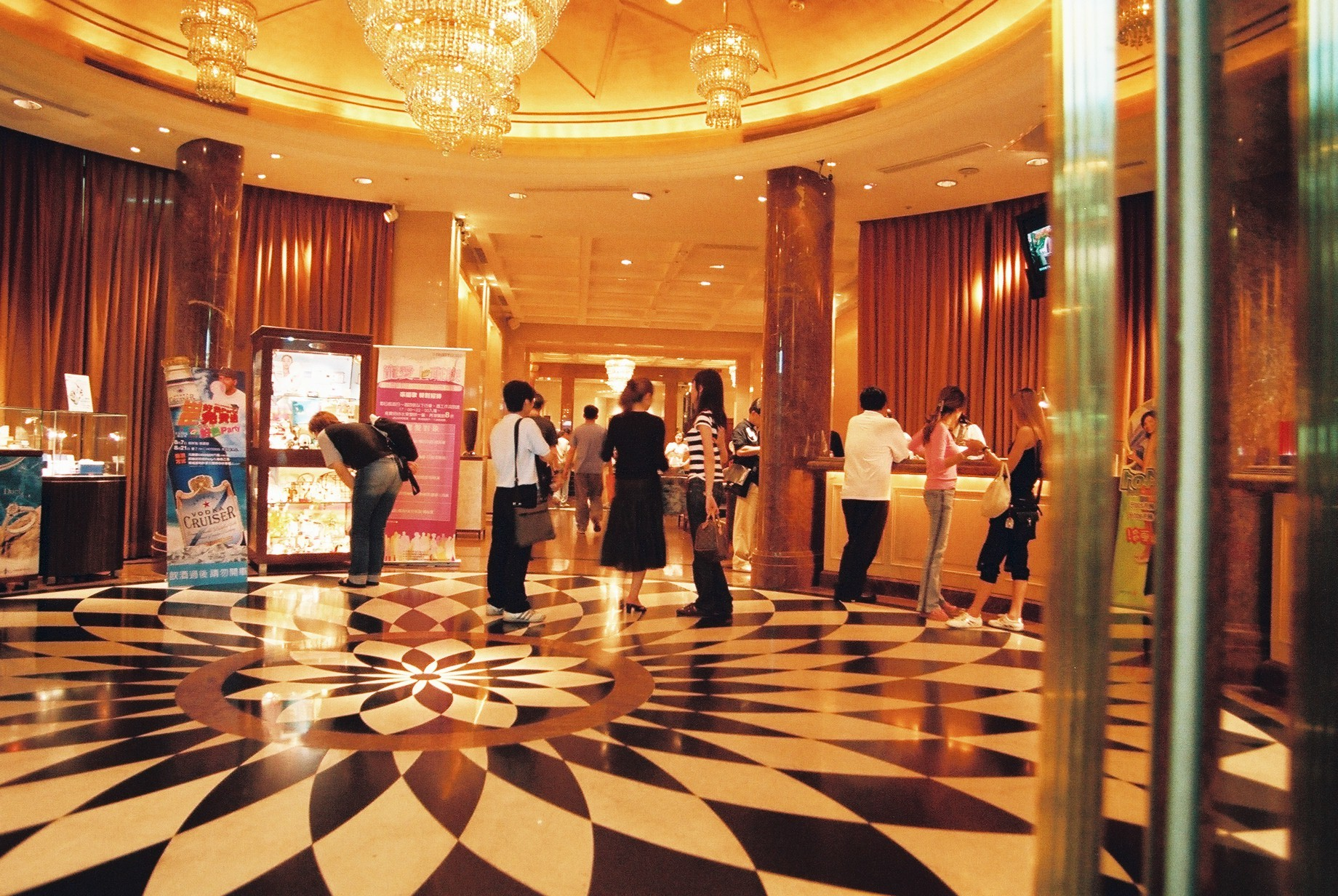
Sala d'entra di una K-TV a Taipei

Il karaoke è incredibilmente popolare a Taiwan, dov'è denominato KTV (Karaoke Television). Questo è un esempio di qualche cosa che i Taiwanesi hanno tratto, in scala, dalla cultura giapponese contemporanea. Il pachinko è un altro esempio. Durante i tifoni, molti giovani Taiwanesi trascorreranno la giornata cantando al karaoke o giocando al mahjong. Molte persone si divertono a guardare miniserie chiamate collettivamente in inglese Taiwanese drama, cioè "sceneggiato taiwanese".
Fin dal 1999 le sorgenti termali, note come wēnquán in cinese e onsen in giapponese, sono tornate in auge grazie agli sforzi del governo. Oltre 100 sorgenti termali sono state scoperte da quando i Giapponesi introdussero la loro ricca cultura degli onsen, con la maggiore concentrazione nella parte più settentrionale dell'isola di Taiwan.
Anime e manga sono molto popolari a Taiwan. I fumetti, compresi i manga, sono chiamati manhua a Taiwan. Nelle città più grandi è comune vedere un negozio di noleggio di fumetti o un emporio di manga a ogni paio di strade.

## Cultura degli empori

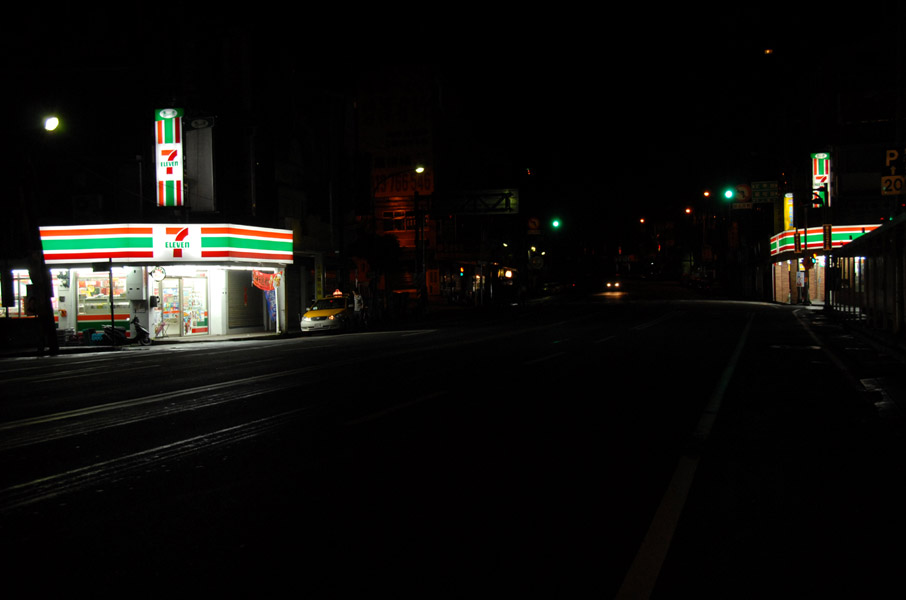
Empori 7-Eleven l'uno di fronte all'altro in un incrocio. Taiwan ha la più alta densità di empori 7-Eleven per persona del mondo

Vantando 8.058 empori in un'area di 35.980 km² e con una popolazione di 22,9 milioni, Taiwan ha la più alta densità di empori per abitante dell'Asia Pacifica e forse del mondo: un emporio ogni 2.800 persone ovvero 0,000357 empori a persona. In particolare, spicca la presenza degli empori 7-Eleven: al 1º gennaio 2009, Taiwan aveva 4.800 empori di tale catena, e quindi la più alta densità di negozi 7-Eleven a persona: un emporio ogni 4.786 persone ovvero 0,000210 empori a persona. A Taipei, non è insolito vedere due 7-Eleven dall'altra parte della strada o parecchi di essi nel raggio di poche centinaia di metri l'uno rispetto all'altro.
Poiché si trovano ovunque, gli empori a Taiwan forniscono servizi per conto di istituti finanziarie o di agenzie governative come la riscossione dei pedaggi dei parcheggi cittadini, delle bollette delle utenze, delle multe stradali e dei pagamenti con carta di credito. L'81% degli acquirenti delle famiglie urbane di Taiwan visitano un emporio ogni settimana. L'idea di poter acquistare generi alimentari, bevande, cibi pronti, riviste, video, videogiochi, e così via per 24 ore al giorno e in qualsiasi angolo di strada rende più facile la vita per la popolazione estremamente affaccendata e frettolosa di Taiwan.
Gli empori più diffusi a Taiwan comprendono:
- Circle K (chiamata OK a Taiwan)
- FamilyMart
- Hi-Life
- NikoMart
- 7-11.

## La cultura delle scuole preparatorie
Taiwan, come i suoi vicini in Asia orientale, è assai nota per la sua buxiban (補習班), spesso tradotta come "scuola delle sgobbate", e significante letteralmente "classe di recupero" o di preparazione per passare a classi più avanzate. Quasi tutti gli studenti frequentano qualche specie di buxiban sia per matematica, informatica, inglese, altre lingue straniere, o per la preparazione a esami (college, scuola di specializzazione, TOEFL, GRE, SAT, ecc.). Tale sistema è perpetuato da una cultura meritocratica che misura il merito attraverso prove, che sono quelle che decidono completamente l'ingresso al college, alla scuola di specializzazione e alla pubblica amministrazione. Ciò ha determinato anche un notevole rispetto per le lauree, compresi i Ph.D.s e le lauree occidentali all'estero (Stati Uniti e Gran Bretagna).
L'insegnamento dell'inglese è un grosso affare a Taiwan, con il paese che, come parte del suo progetto di rafforzamento del miracolo taiwanese, mira a diventare un paese trilingue fluente in mandarino, taiwanese e inglese. Molti insegnanti vengono da paesi di lingua inglese, come gli Stati Uniti, la Gran Bretagna, l'Australia e la Nuova Zelanda, e godono di stipendi di circa 30.000–50.000 dollari all'anno a un costo della vita molto basso, e con opportunità di gestire o aprire la propria scuola guadagnando parecchie volte all'anno quell'importo.

## Cultura di massa
I telefoni cellulari sono molto popolari a Taiwan. IL tasso di penetrazione dei cellulari si colloca appena oltre il 100%. A causa del loro uso elevato, i telefoni a Taiwan hanno molte funzioni e stando diventando più a buon mercato.
Gli Internet café sono molto popolari tra gli adoloescenti. Spesso vendono anche cibo. Molti giocatori infatti mangiano mentre usano internet. Molti genitori e insegnanti sono preoccupati dalla quantità di tempo che i giovani passano in questi locali.
Una delle figure più importanti del cinema taiwanese è il regista Edward Yang, capace nei suoi film di catturare Taipei e Taiwan nel corso del tempo. Altro regista fondamentale è Hou Hsiao-hsien. Gli artisti pop popolari a Taiwan che sono da ricordare sono Leehom Wang, Jay Chou, Show Luo, Jolin Tsai e David Tao. Alcuni di loro hanno guadagnato fama internazionale e fatto tournée in paesi asiatici come Giappone, Malaysia e Singapore. Dal momento che Taiwan è ben nota per la sua scena dell'intrattenimento, alcune delle sue emittenti televisive hanno organizzato la ricerca di talenti per trovare nuovi e giovani talenti da aggiungere alla grande famiglia della cultura pop di qui. Alcuni gruppi di successo come gli S.H.E si sono formati proprio durante la ricerca di talenti. Nella fotografia artistica personaggio di rilievo internazionale, voncitore di premi di grande fama, è senza dubbio Chang Chao-Tang.
Anche la cultura hip-hop proveniente dagli Stati Uniti prospera a Taiwan. G-Unit ed Eminem sono anche loro molto popolari. In questo processo, Taiwan ha prodotto parecchi artisti hip-hop, compresi Dog G, MC HotDog, Machi e L.A. Boyz. Si possono vedere molti giovani taiwanesi vestiti con uniformi e maglie sportive di altre epoche, con ornamenti vistosi (bling-bling) e jeans cascanti che mostrano l'effetto della moda hip hop a Taiwan.
La taiwanizzazione della cultura di Taiwan è stata una tendenza fin dalla democratizzazione degli anni 1980 e 1990. Nel 2000, dopo mezzo secolo di dominio del partito del Kuomintang (KMT) cinese, si ebbe il primo cambiamento democratico in assoluto dei partiti dominanti di Taiwan con l'elezione di Chen Shui-bian e del suo Partito Democratico Progressista (DPP) di ispirazione taiwano-centrica, segnando un importante passo verso la taiwanizzazione. Sebbene anche il KMT, l'altro maggiore partito politico, sia ormai più aperto alla valorizzazione dell'autonomia culturale di Taiwan rispetto al passato, il DPP ha però fatto della taiwanizzazione un punto chiave della sua piattaforma politica. Le politiche dell'amministrazione Chen hanno incluso misure intese a incentrarsi su Taiwan riducendo nel contempo l'enfasi sui legami culturali e storici con la Cina. Esempi di tali politiche sono stati cambiamenti come la revisione dei libri di testo e la modifica dei programmi scolastici affinché si focalizzassero maggiormente sulla storia propria di Taiwan ad esclusione della Cina, e il cambiamento dei nomi di istituzioni che contenevano "Cina" con "Taiwan". Talvolta ciò ha portato a incongruenze come Sun Yat-sen trattato sia come una figura storica "straniera" (cinese) che come il "Padre della Nazione" (Repubblica di Cina). Queste politiche sono chiamate taiwanizzazione, ma taluni detrattori le hanno attaccate come "desinizzazione", il che spiega perché esse siano in genere applaudite dalla maggior parte dei Taiwanesi etnici e opposte dal Partito Nazionalista Cinese.
Un fenomeno che è derivato dal movimento di taiwanizzazione è l'avvento della sottocultura Taike, nella quale le persone adottano coscientemente un guardaroba, un linguaggio e una cucina che enfatizza l'unicità della cultura taiwanese popolare, di base, che nei tempi passati era stata spesso vista come provinciale e brutalmente repressa da Chiang Kai-shek.
Il Kuomintang assunse di nuovo il potere nel 2008 con l'elezione di Ma Ying-jeou alla presidenza. La nuova amministrazione KMT ha cercato in modo controverso di invertire alcune delle politiche di desinizzazione dell'amministrazione Chen, con vari livelli di sostegno popolare. Il restauro della Sala commemorativa di Chiang Kai-shek nel suo stato precedente è stato generalmente sostenuto. Al contrario, una direttiva dell'amministrazione alle missioni straniere di riferirsi d'ora in avanti alle visite da parte di dignitari stranieri come "in visita alla Cina (culturale)" è stata annullata dopo le critiche dei legislatori del DPP.

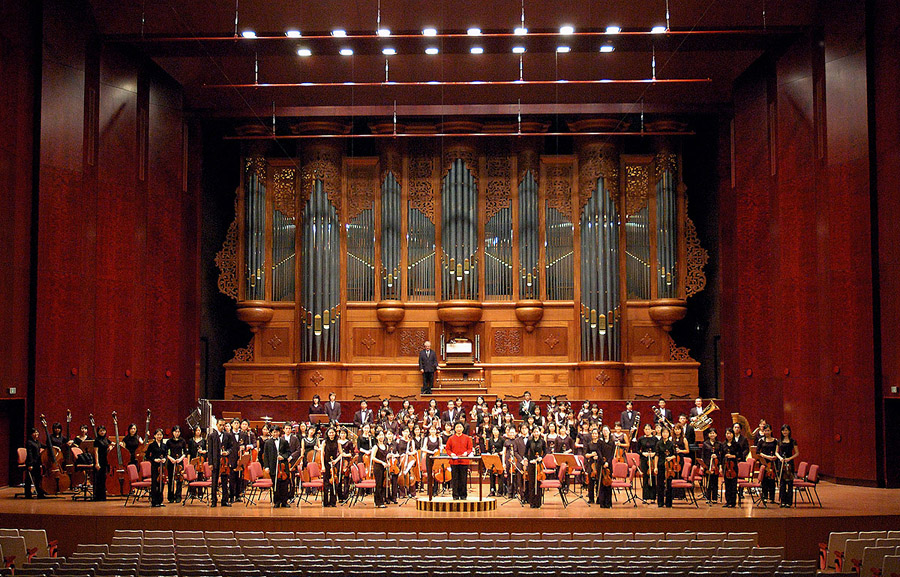
Apo Hsu e l'Orchestra Sinfonica dell'Università nazionale normale di Taiwan (NTNU) sul palco nella National Concert Hall a Taipei

A partire dal 1949, Taiwan era riuscita ad affermarsi come il centro della cultura pop cinese (nota anche come "C-pop" o 中文流行文化). Oggi, l'industria della musica cinese commerciale nel mondo (specialmente il Mandopop e l'Hokkien pop) è ancora in gra parte dominatea da artisti pop taiwanesi. Anche gli artisti pop cinesi di successo provenienti da altri paesi (ad es. Stefanie Sun e JJ Lin da Singapore) sono formati, educati e curati dal punto di vista del marketing a Taiwan: quelli che intendono avere successo di solito debbono andare a Taiwan per promuovere la loro carriera musicale. Oggi a Taiwan il "Mandarin Pop" e la musica di genere taiwanese (minnan/hokkien) continuano a essere fiorenti.
Fin dagli anni 1990, gli spettacoli di varietà taiwanesi (綜藝節目） si sono espansi dalla loro casa base di Taiwan in altre parti del mondo. Oggi, sono ampiamente seguiti e apprezzati dalla comunità dei Cinesi d'oltremare in paesi come Singapore, Malaysia, Indonesia, America, ecc.